# یاروسلاو دروبنی (بازیکن فوتبال)
یاروسلاو دروبنی (به چکی: Jaroslav Drobný) (زاده ۱۸ اکتبر ۱۹۷۹) بازیکن فوتبال اهل جمهوری چک است.

## تیم ملی
وی سابقه ۶ بازی ملی برای تیم ملی فوتبال جمهوری چک در کارنامه دارد، همچنین پست تخصصی او دروازه‌بان است.